# Relaciones Líbano-Venezuela
Las relaciones Líbano-Venezuela se refieren a las relaciones internacionales que existen entre Líbano y Venezuela. Ambos países establecieron relaciones diplomáticas en 1982.

## Historia
Líbano y Venezuela establecieron relaciones diplomáticas en 1982.
En 2006, empezaron tensiones entre el gobierno de Hugo Chávez e Israel durante la campaña militar del país contra Hezbolá en el Líbano, cuando Venezuela retiró a su embajador de Israel.
El 5 de julio de 2012, la embajada de Venezuela en el Líbano realizó un evento conmemorativo del 201 aniversario de la firma del acta de la declaración de independencia de Venezuela en la Plaza Bolívar de Beirut que incluyó una ofrenda floral en honor a Simón Bolívar. En el acto estuvieron presentes el Presidente t vicepresidente del Consejo de la Municipalidad de Ghobeiri, el Presidente del grupo de empresarios líbano-venezolanos y la comunidad de libaneses y venezolanos.
En 2018, durante la undécima edición del Foro Democrático de Bali, el viceministro de Venezuela para Asia, Medio Oriente y Oceanía, Rubén Darío Molina, expresó su interés en ingresar a la Asociación de Naciones del Sudeste Asiático (ASEAN) como socio de diálogo.
El 24 de agosto de 2021, el embajador de Líbano ante Venezuela, Sorayut Chasombat, presentó sus cartas credenciales ante Nicolás Maduro en un acto celebrado en el palacio de Miraflores, en Caracas.

## Misiones diplomáticas
- Líbano tiene una embajada en Caracas.
- Venezuela tiene una embajada en Beirut.[6]